# Feuillade, Charente

Feuillade este o comună în departamentul Charente, Franța. În 1 ianuarie 2022 avea o populație de 284 de locuitori.